# Васильева, Лилия Александровна
Лилия Александровна Васильева (4 марта 1967 года, с. Канаш, Тюменская область — российская лыжница, победитель этапа Кубка мира, чемпионка России.

## Карьера
В Кубке мира Васильева дебютировала 11 февраля 1996 года, в феврале 2004 года одержала единственную в карьере победу на этапе Кубка мира, в эстафете. Кроме этого имеет на своём счету 3 попадания в тройку лучших на этапах Кубка мира, 1 в личных гонках и 2 в командных. Лучшим достижением Васильевой в общем итоговом зачёте Кубка мира является 28-е место в сезоне 2002/03.
За свою карьеру принимала участие в одном чемпионате мира, на чемпионате мира 2003 года заняла 14-е место в масс-старте на 15 км классическим стилем и 9-е место в гонке на 10 км классикой.